# Mathilde Rasmussen
Mathilde Rasmussen (Højslev, 23 september 2002) is een voetbalspeelster uit Denemarken. Ze speelt als middenvelder voor Brøndby IF in de Elitedivisionen.

## Clubcarrière
Mathilde Rasmussen werd geboren in Højslev, op 10 kilometer afstand van Skive. Ze speelde in het onder 17 team van Team Viborg. In 2019 stapte Rasmussen over naar Aalborg BK. Voor deze club wist ze acht keer tot scoren te komen in veertien wedstrijden. Mede hierdoor wist ze met haar club promotie naar de Elitedivisionen af te dwingen. Enkel van HB Køge werd verloren in de play-offs.
In januari 2021 vertrok Rasmussen naar de Verenigde Staten om aan de Xavier University (Xavier Musketeers) in Cincinatti te gaan studeren. Voor het universiteitsteam speelde ze 19 wedstrijden waarin ze drie doelpunten maakte.
In 2022 keerde Rasmussen terug naar Denemarken waar ze voor Aarhus GF ging spelen. In haar debuutseizoen kreeg Rasmussen al snel een basisplaats en speelde ze 18 wedstrijden. In het seizoen 2023/24 kwam Rasmussen 22 keer in actie en wist daarin 6 keer tot scoren te komen. Na het seizoen 2024/25 ging ze bij competitiegenoot Brøndby IF een nieuwe uitdaging aan.

## Statistieken
| Seizoen | Club              | Competitie              | Competitie | Competitie | Beker | Beker | Overig | Overig | Totaal | Totaal |
| Seizoen | Club              | Competitie              | Wed.       | Dlp.       | Wed.  | Dlp.  | Wed.   | Dlp.   | Wed.   | Dlp.   |
| ------- | ----------------- | ----------------------- | ---------- | ---------- | ----- | ----- | ------ | ------ | ------ | ------ |
| 2019/20 | Aalborg BK        | Elitedivisionen         | 19         | 0          | 0     | 0     | 0      | 0      | 19     | 0      |
| 2020/21 | Aalborg BK        | Elitedivisionen         | 19         | 1          | 5     | 0     | 0      | 0      | 19     | 1      |
| 2021/22 | Xavier University | Universiteitscompetitie | 19         | 3          | 0     | 0     | 0      | 0      | 19     | 3      |
| 2022/23 | Aarhus GF         | Elitedivisionen         | 9          | 1          | 9     | 0     | 0      | 0      | 18     | 1      |
| 2023/24 | Aarhus GF         | Elitedivisionen         | 24         | 5          | 3     | 0     | 0      | 0      | 27     | 5      |
| 2024/25 | Aarhus GF         | Elitedivisionen         | 22         | 6          | 1     | 0     | 0      | 0      | 23     | 6      |
| 2025/26 | Brøndby IF        | Elitedivisionen         | 0          | 0          | 0     | 0     | 0      | 0      | 0      | 0      |
| Totaal  | Totaal            | Totaal                  | 93         | 13         | 7     | 1     | 0      | 0      | 100    | 14     |

Bijgewerkt t/m 25 juli 2025.

## Interlandcarrière
Mathilde Rasmussen heeft voor de jeugdteams onder 16 en onder 17 van Denemarken gespeeld.  Voor Denemarken onder 19 maakte ze haar debuut op 28 augustus 2019 in een wedstrijd tegen de leeftijdsgenoten van Engeland. Ze kwam tot 6 wedstrijden en 2 doelpunten voor het onder 19 team van Denemarken. Rasmussen kwam ook uit op het EK onder 17 in 2019, waarop ze met haar land niet voorbij de groepsfase wist te geraken.